# Lebiez
Lebiez est une commune française située dans le département du Pas-de-Calais en région Hauts-de-France. Ses habitants sont appelés les Lebiezois.
La commune est membre de la communauté de communes du Haut Pays du Montreuillois.

## Géographie

### Localisation
Localisée dans le sud-ouest du département du Pas-de-Calais, Lebiez est une commune de la vallée de la Créquoise située, à vol d'oiseau, à 9 km au nord-ouest de la commune d'Hesdin-la-Forêt et à 15 km à l'est de la commune de Montreuil-sur-Mer (chef-lieu d'arrondissement).
Le territoire de la commune est limitrophe de ceux de sept communes.
Les communes limitrophes sont  Cavron-Saint-Martin, Embry, Fressin, Hesmond, Offin, Royon et Wambercourt.

### Géologie et relief
La superficie de la commune est de 9,57 km2 ; son altitude varie de 35  à   132 m.

### Hydrographie
Le territoire de la commune est situé dans le bassin Artois-Picardie.
La commune est drainée par : la Créquoise, un cours d'eau naturel de 14,78 km, qui prend sa source dans la commune de Créquy et conflue dans la Canche au nord de Beaurainville, près du lieu-dit la Bleuence; et par le Rouet, d'une longueur de 8,38 km, qui prend sa source dans la commune de Sains-lès-Fressin et se jette dans la Créquoise au niveau de la commune d'Offin.

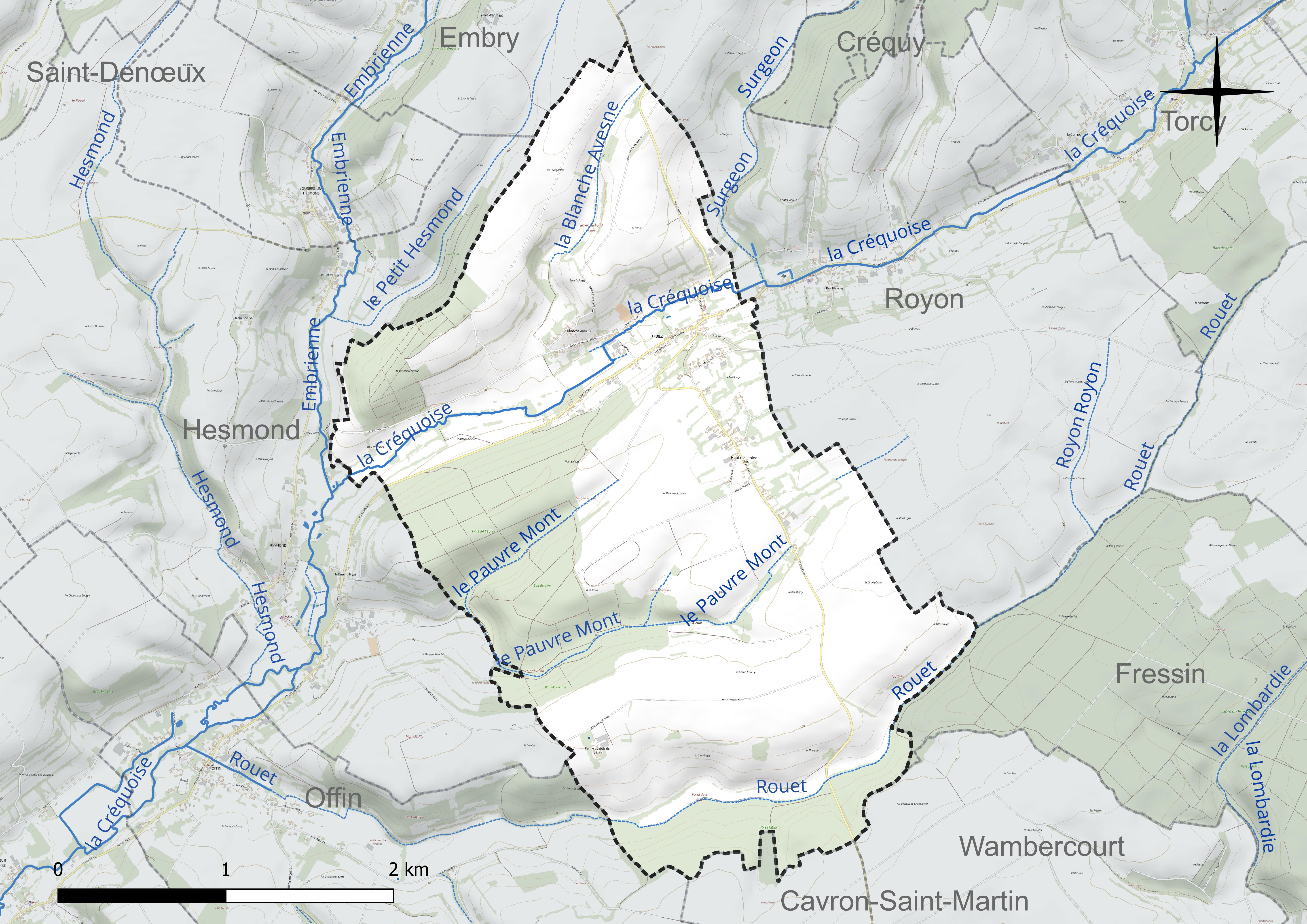
Réseau hydrographique de Lebiez.

### Climat
Pour des articles plus généraux, voir Climat des Hauts-de-France et Climat du Pas-de-Calais.
En 2010, le climat de la commune est de type climat océanique franc, selon une étude du CNRS s'appuyant sur une série de données couvrant la période 1971-2000. En 2020, Météo-France publie une typologie des climats de la France métropolitaine dans laquelle la commune est exposée à un climat océanique et est dans la région climatique Côtes de la Manche orientale, caractérisée par un faible ensoleillement (1 550 h/an) ; forte humidité de l’air (plus de 20 h/jour avec humidité relative > 80 % en hiver), vents forts fréquents.
Pour la période 1971-2000, la température annuelle moyenne est de 10,2 °C, avec une amplitude thermique annuelle de 12,8 °C. Le cumul annuel moyen de précipitations est de 879 mm, avec 13,2 jours de précipitations en janvier et 8,7 jours en juillet. Pour la période 1991-2020, la température moyenne annuelle observée sur la station météorologique la plus proche, située sur la commune de Radinghem à 13 km à vol d'oiseau, est de 10,5 °C et le cumul annuel moyen de précipitations est de 1 038,1 mm,. Pour l'avenir, les paramètres climatiques de la commune estimés pour 2050 selon différents scénarios d'émission de gaz à effet de serre sont consultables sur un site dédié publié par Météo-France en novembre 2022.

### Milieux naturels et biodiversité

#### Zones naturelles d'intérêt écologique, faunistique et floristique
L’inventaire des zones naturelles d'intérêt écologique, faunistique et floristique (ZNIEFF) a pour objectif de réaliser une couverture des zones les plus intéressantes sur le plan écologique, essentiellement dans la perspective d’améliorer la connaissance du patrimoine naturel national et de fournir aux différents décideurs un outil d’aide à la prise en compte de l’environnement dans l’aménagement du territoire.
Le territoire communal comprend deux ZNIEFF de type 1 :
- le bois de Créquy. D’une superficie de 2 017 ha et d'une altitude variant de 54  à   182 m, c'est un des plus vastes massifs boisés des hautes terres artésiennes[12] ;
- le bois de Fressin. Cette ZNIEFF appartient au complexe écologique constitué par les vallées de la Créquoise et de la Planquette et leurs versants boisés[13].

et une ZNIEFF de type 2 : les vallées de la Créquoise et de la Planquette, d’une superficie de 15 157 ha et d'une altitude variant de 13  à   181 m. Ces deux vallées se situent aux confins de deux régions naturelles : le Haut Pays d’Artois et le Ternois et constituent un des paysages ruraux traditionnels du Nord-Pas-de-Calais les mieux conservés.

Carte des ZNIEFF de type 1 et 2 sur la commune
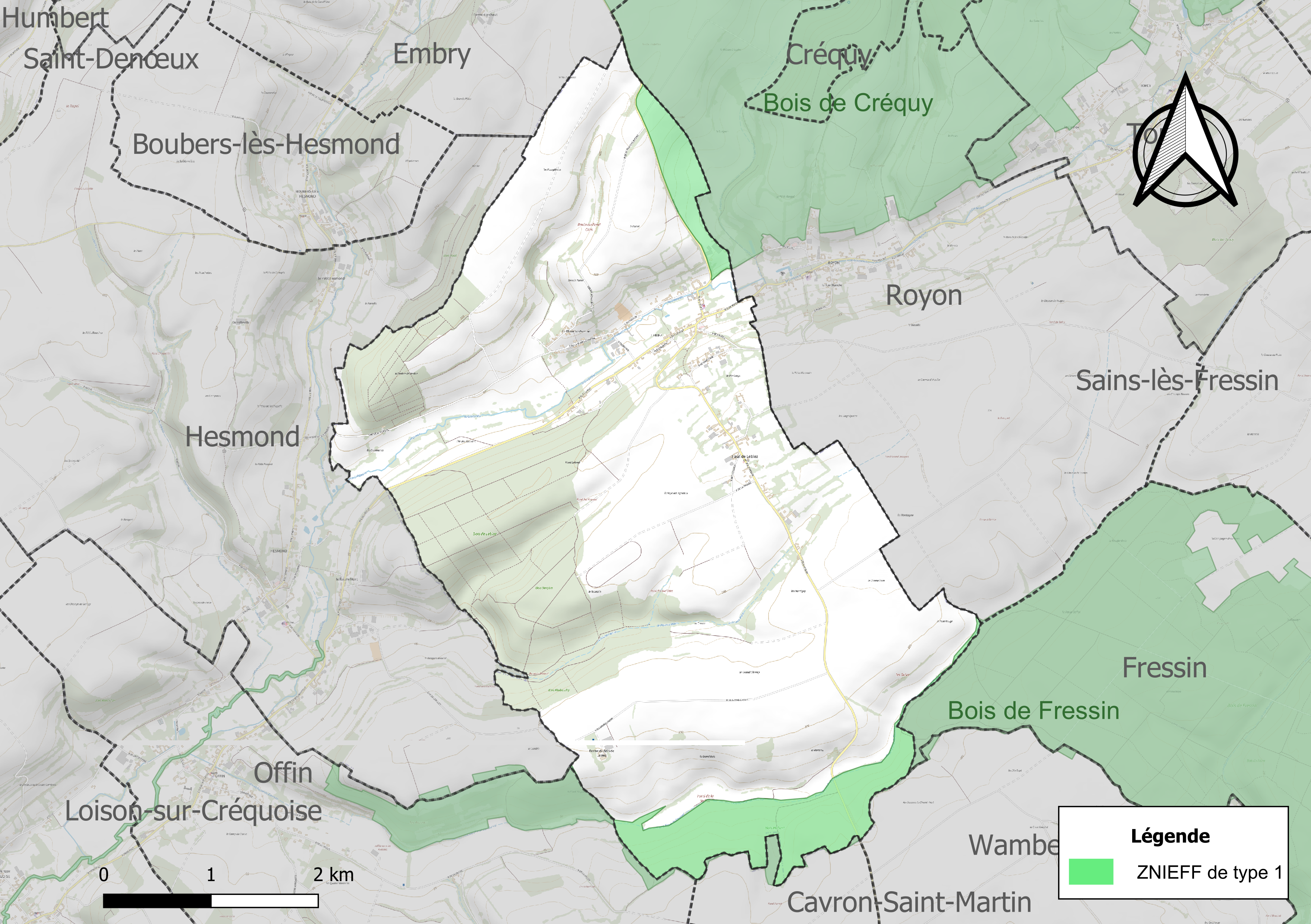
Carte des ZNIEFF de type 1 sur la commune.
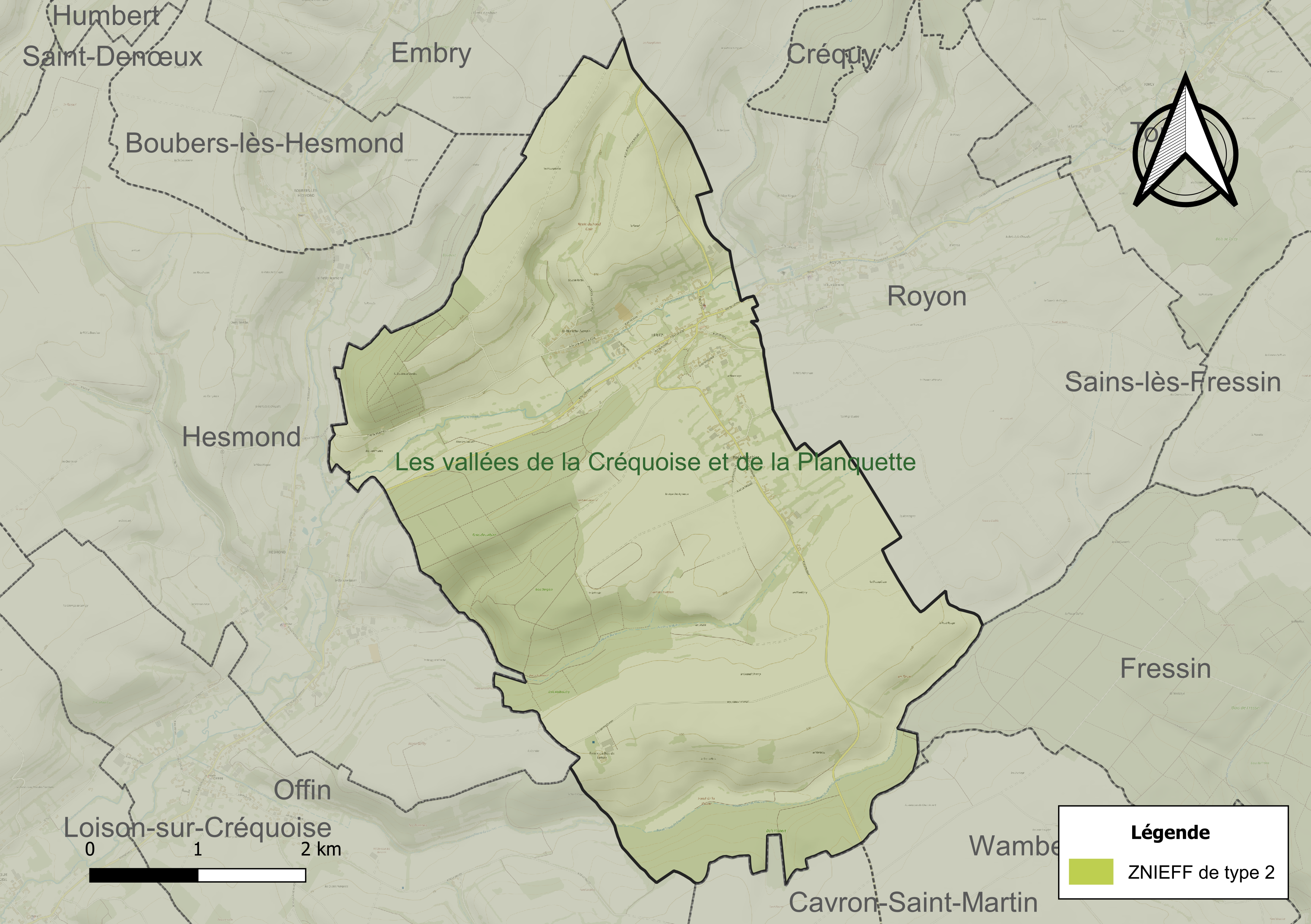
Carte de la ZNIEFF de type 2 sur la commune.

#### Espèces faunistiques et floristiques
L’Inventaire national du patrimoine naturel (INPN) recense plusieurs espèces faunistiques et floristiques sur le territoire de la commune dont certaines sont protégées et d’autres menacées et quasi-menacées.

## Urbanisme

### Typologie
Au 1er janvier 2024, Lebiez est catégorisée commune rurale à habitat dispersé, selon la nouvelle grille communale de densité à sept niveaux définie par l'Insee en 2022.
Elle est située hors unité urbaine. Par ailleurs la commune fait partie de l'aire d'attraction de Fruges, dont elle est une commune de la couronne,. Cette aire, qui regroupe 22 communes, est catégorisée dans les aires de moins de 50 000 habitants,.

### Occupation des sols
L'occupation des sols de la commune, telle qu'elle ressort de la base de données européenne d’occupation biophysique des sols Corine Land Cover (CLC), est marquée par l'importance des territoires agricoles (73,2 % en 2018), en augmentation par rapport à 1990 (65,7 %). La répartition détaillée en 2018 est la suivante : 
terres arables (51,5 %), forêts (24,2 %), prairies (20,7 %), zones urbanisées (2,6 %), zones agricoles hétérogènes (0,9 %). L'évolution de l’occupation des sols de la commune et de ses infrastructures peut être observée sur les différentes représentations cartographiques du territoire : la carte de Cassini (XVIIIe siècle), la carte d'état-major (1820-1866) et les cartes ou photos aériennes de l'IGN pour la période actuelle (1950 à aujourd'hui).

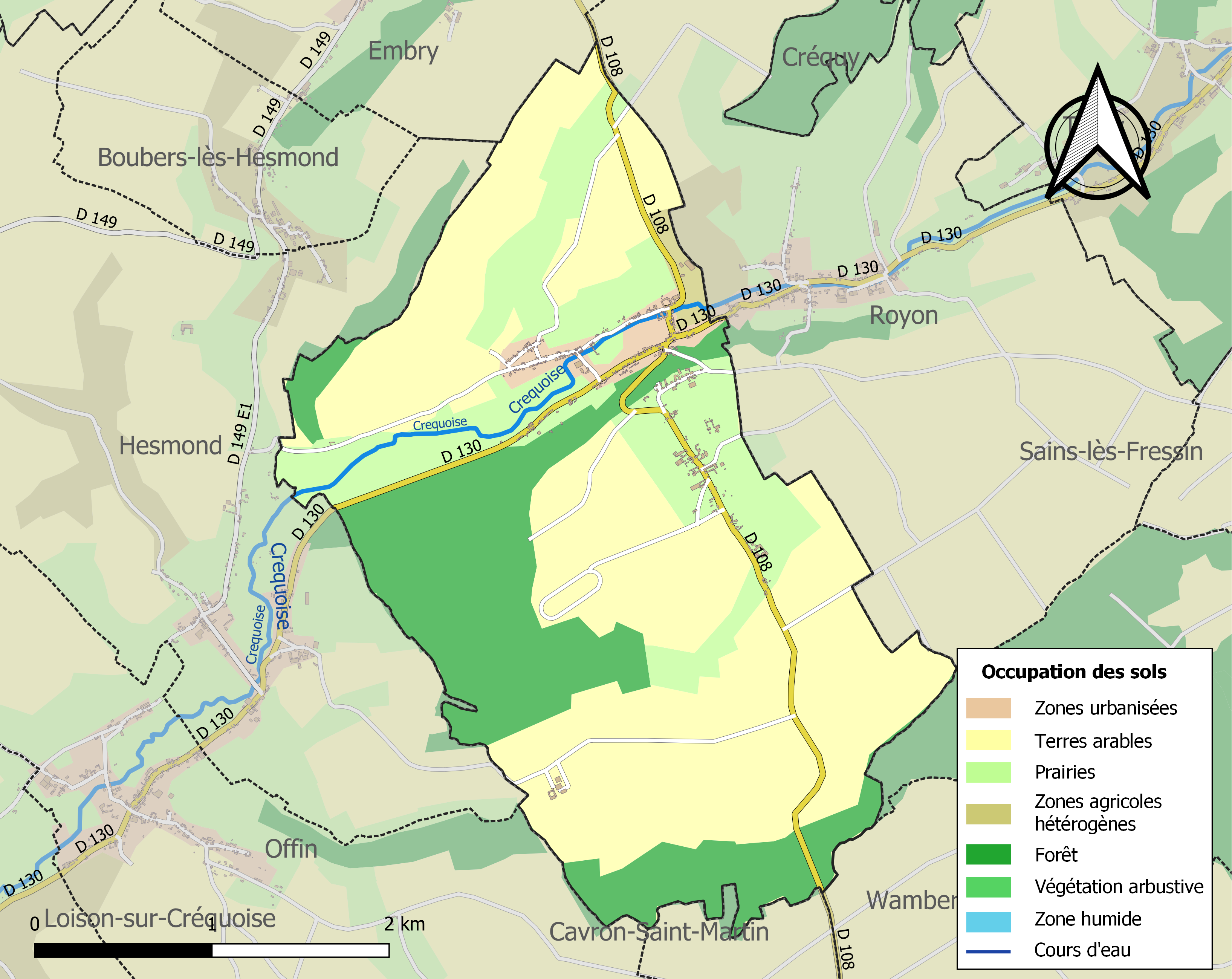
Carte des infrastructures et de l'occupation des sols de la commune en 2018 (CLC).

## Toponymie
Le nom de la localité est attesté sous les formes Sanctus Veestus (1142), Sain-Veest (1205), Saint-Weese (1229), Sains-Vees (1239), Best (1260), Saint-Vehes (XIIIe siècle), Saint-Vhes (1305), Le Biés (1342), Saint-Veest (1372), Saint-Weest (1375), Saint-Vest (XIVe siècle), Saint-Vetz et Saint-Veist (1469), Le Biéz (1479), Saint-Wés en la terre et seignourie du Biés (1507), Saint-Vestus (v. 1512), Saint-Weps (1538), Saint-Weys (1539), Saint-West-le-Biez (1720).
La commune a longtemps été attestée sous le nom du saint patron de l'église locale, saint Vaast.
Vient de l'oïl bié, bief, biez, « canal, fossé », qui tient lui-même son origine du gaulois.

## Histoire
Jean du Biez, seigneur du Biez, combat et trouve la mort lors de la bataille d'Azincourt en 1415.

## Politique et administration

### Découpage territorial
La commune se trouve dans l'arrondissement de Montreuil du département du Pas-de-Calais.

#### Commune et intercommunalités
La commune est membre de la communauté de communes du Haut Pays du Montreuillois qui regroupe 49 communes et compte 15 703 habitants en 2021.

#### Circonscriptions administratives
La commune est rattachée au canton de Fruges.

#### Circonscriptions électorales
Pour l'élection des députés, la commune fait partie de la quatrième circonscription du Pas-de-Calais.

### Élections municipales et communautaires

#### Liste des maires
| Période                                  | Période                    | Identité       | Étiquette | Qualité                                                   |
| ---------------------------------------- | -------------------------- | -------------- | --------- | --------------------------------------------------------- |
| Les données manquantes sont à compléter. |                            |                |           |                                                           |
| 1995                                     | 16 juin 2014               | Paul Fournier  |           | Élection 2014-2020 annulée par le Tribunal administratif, |
| 21 juillet 2014,                         | 2020                       | Marc Dubois    |           | Chef d'entreprise informatique                            |
| 3 juillet 2020                           | En cours (au 24 mars 2022) | Pascal Legrand |           | Ancien cadre,                                             |

## Population et société

### Démographie
Les habitants sont appelés les Lebiezois.

#### Évolution démographique
L'évolution du nombre d'habitants est connue à travers les recensements de la population effectués dans la commune depuis 1793. Pour les communes de moins de 10 000 habitants, une enquête de recensement portant sur toute la population est réalisée tous les cinq ans, les populations de référence des années intermédiaires étant quant à elles estimées par interpolation ou extrapolation. Pour la commune, le premier recensement exhaustif entrant dans le cadre du nouveau dispositif a été réalisé en 2005.

En 2022, la commune comptait 232 habitants, en évolution de −6,83 % par rapport à 2016 (Pas-de-Calais : −0,72 %, France hors Mayotte : +2,11 %).
| 1793 | 1800 | 1806 | 1821 | 1831 | 1836 | 1841 | 1846 | 1851 |
| ---- | ---- | ---- | ---- | ---- | ---- | ---- | ---- | ---- |
| 520  | 464  | 451  | 484  | 567  | 501  | 549  | 506  | 521  |

| 1856 | 1861 | 1866 | 1872 | 1876 | 1881 | 1886 | 1891 | 1896 |
| ---- | ---- | ---- | ---- | ---- | ---- | ---- | ---- | ---- |
| 495  | 502  | 493  | 510  | 543  | 556  | 546  | 541  | 566  |

| 1901 | 1906 | 1911 | 1921 | 1926 | 1931 | 1936 | 1946 | 1954 |
| ---- | ---- | ---- | ---- | ---- | ---- | ---- | ---- | ---- |
| 564  | 540  | 518  | 430  | 377  | 383  | 378  | 391  | 330  |

| 1962 | 1968 | 1975 | 1982 | 1990 | 1999 | 2005 | 2006 | 2010 |
| ---- | ---- | ---- | ---- | ---- | ---- | ---- | ---- | ---- |
| 303  | 267  | 240  | 245  | 243  | 208  | 216  | 234  | 256  |

| 2015 | 2020 | 2022 | - | - | - | - | - | - |
| ---- | ---- | ---- | - | - | - | - | - | - |
| 247  | 240  | 232  | - | - | - | - | - | - |

#### Pyramide des âges
En 2018, le taux de personnes d'un âge inférieur à 30 ans s'élève à 34,6 %, soit en dessous de la moyenne départementale (36,7 %). À l'inverse, le taux de personnes d'âge supérieur à 60 ans est de 28,3 % la même année, alors qu'il est de 24,9 % au niveau départemental.
En 2018, la commune comptait 119 hommes pour 128 femmes, soit un taux de 51,82 % de femmes, légèrement supérieur au taux départemental (51,50 %).
Les pyramides des âges de la commune et du département s'établissent comme suit.
| Hommes | Classe d’âge | Femmes |
| ------ | ------------ | ------ |
| 0,0    | 90 ou +      | 0,0    |
| 1,7    | 75-89 ans    | 5,6    |
| 24,1   | 60-74 ans    | 25,0   |
| 23,3   | 45-59 ans    | 23,4   |
| 15,5   | 30-44 ans    | 12,1   |
| 17,2   | 15-29 ans    | 18,5   |
| 18,1   | 0-14 ans     | 15,3   |

| Hommes | Classe d’âge | Femmes |
| ------ | ------------ | ------ |
| 0,5    | 90 ou +      | 1,6    |
| 5,6    | 75-89 ans    | 8,9    |
| 16,7   | 60-74 ans    | 18,1   |
| 20,2   | 45-59 ans    | 19,2   |
| 18,9   | 30-44 ans    | 18,1   |
| 18,2   | 15-29 ans    | 16,2   |
| 19,9   | 0-14 ans     | 17,9   |

## Culture locale et patrimoine

### Lieux et monuments
- L'église, dédiée à saint Vaast.
- Le monument aux morts, surmonté d'une croix latine[37].
- Le château.
- La chapelle Notre-Dame des Douleurs.

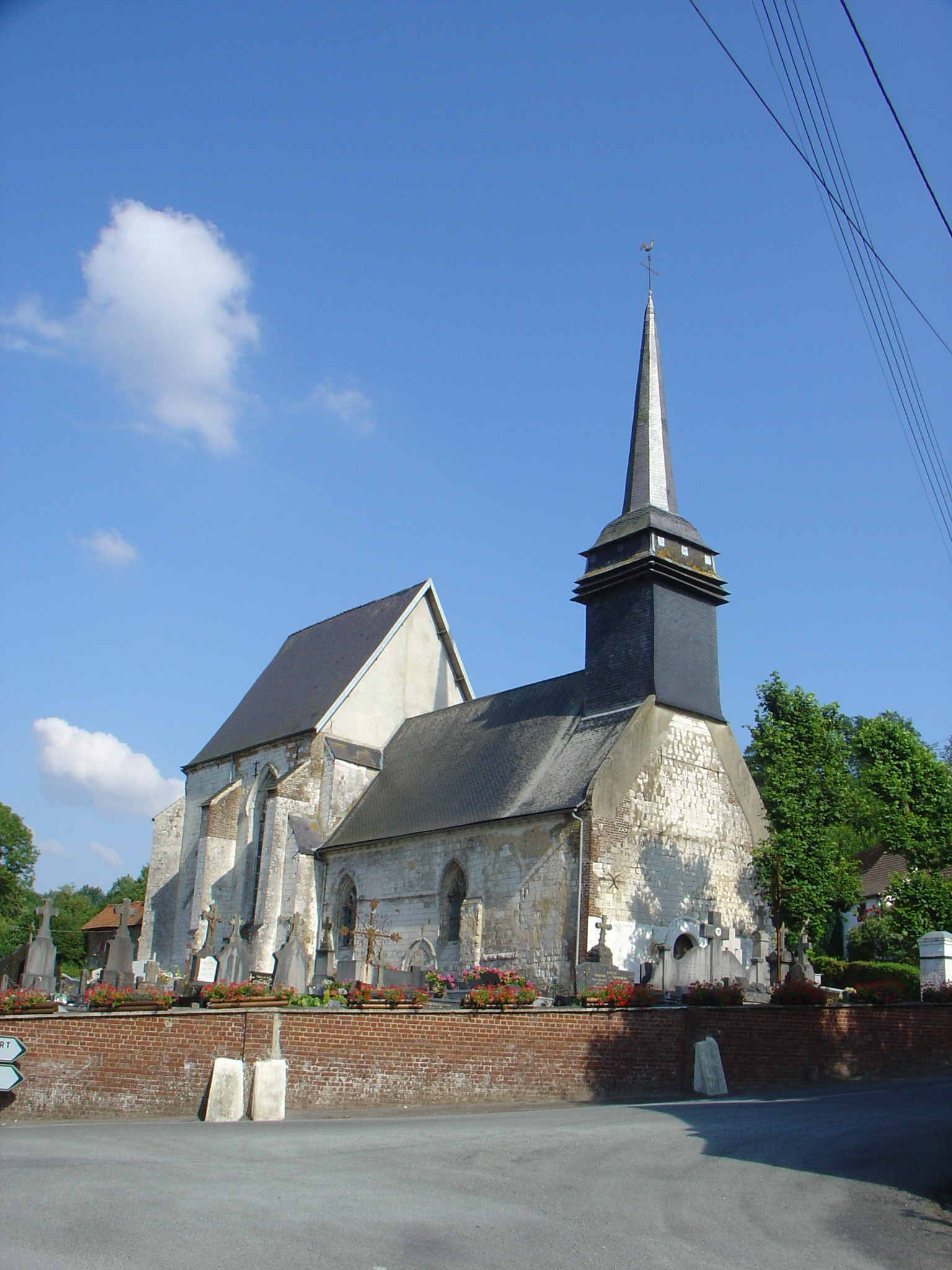
L'église.
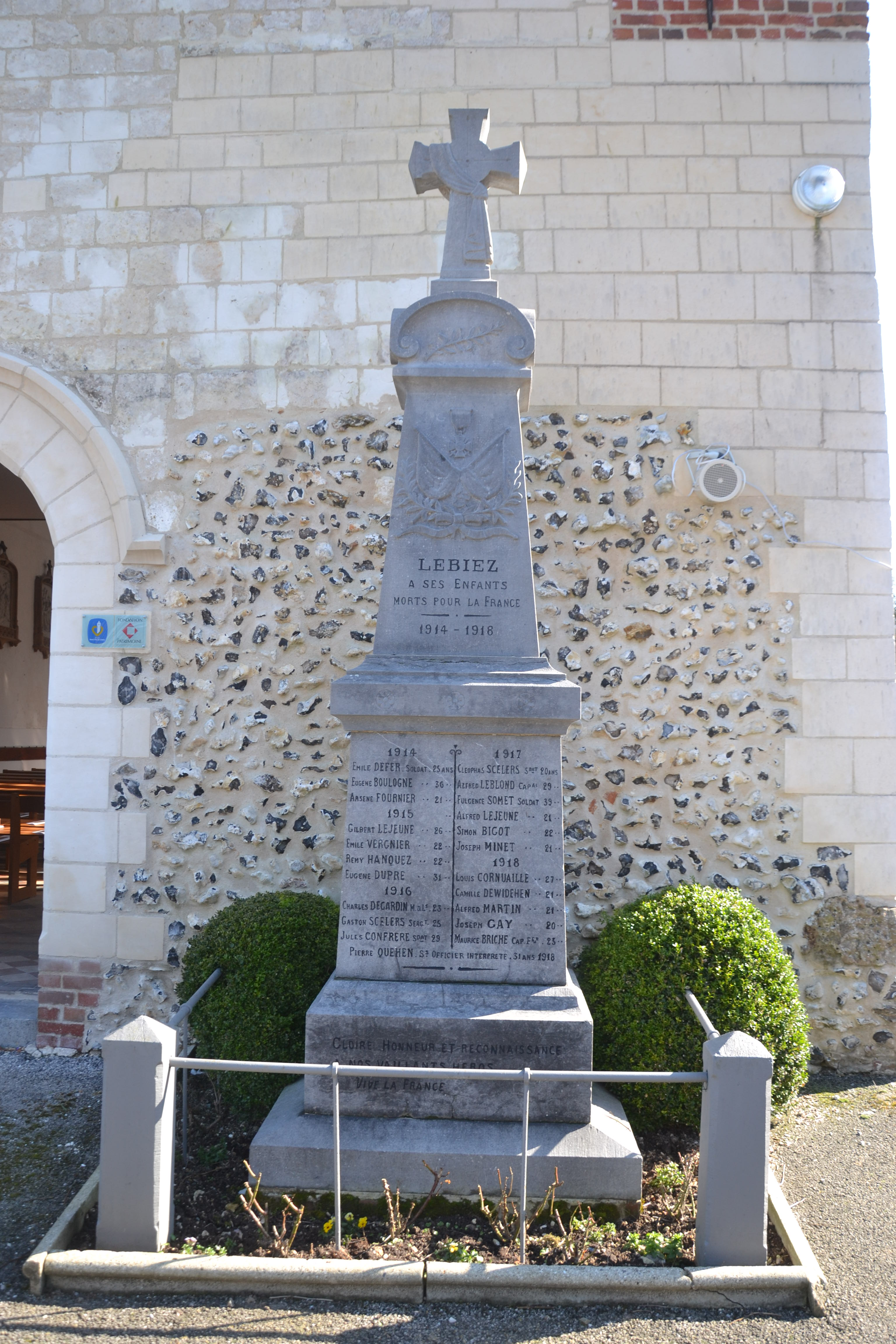
Le monument aux morts.
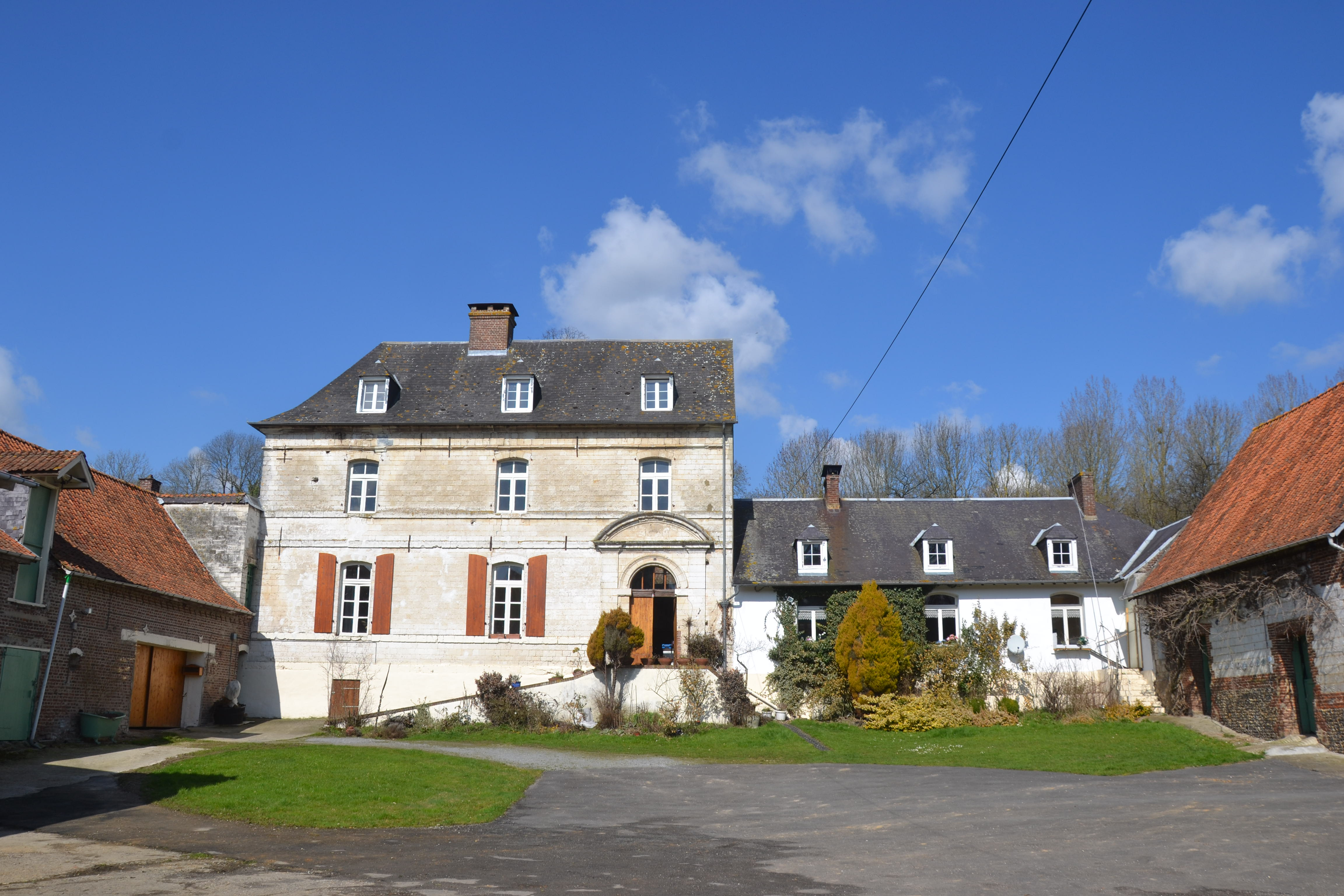
Le château.
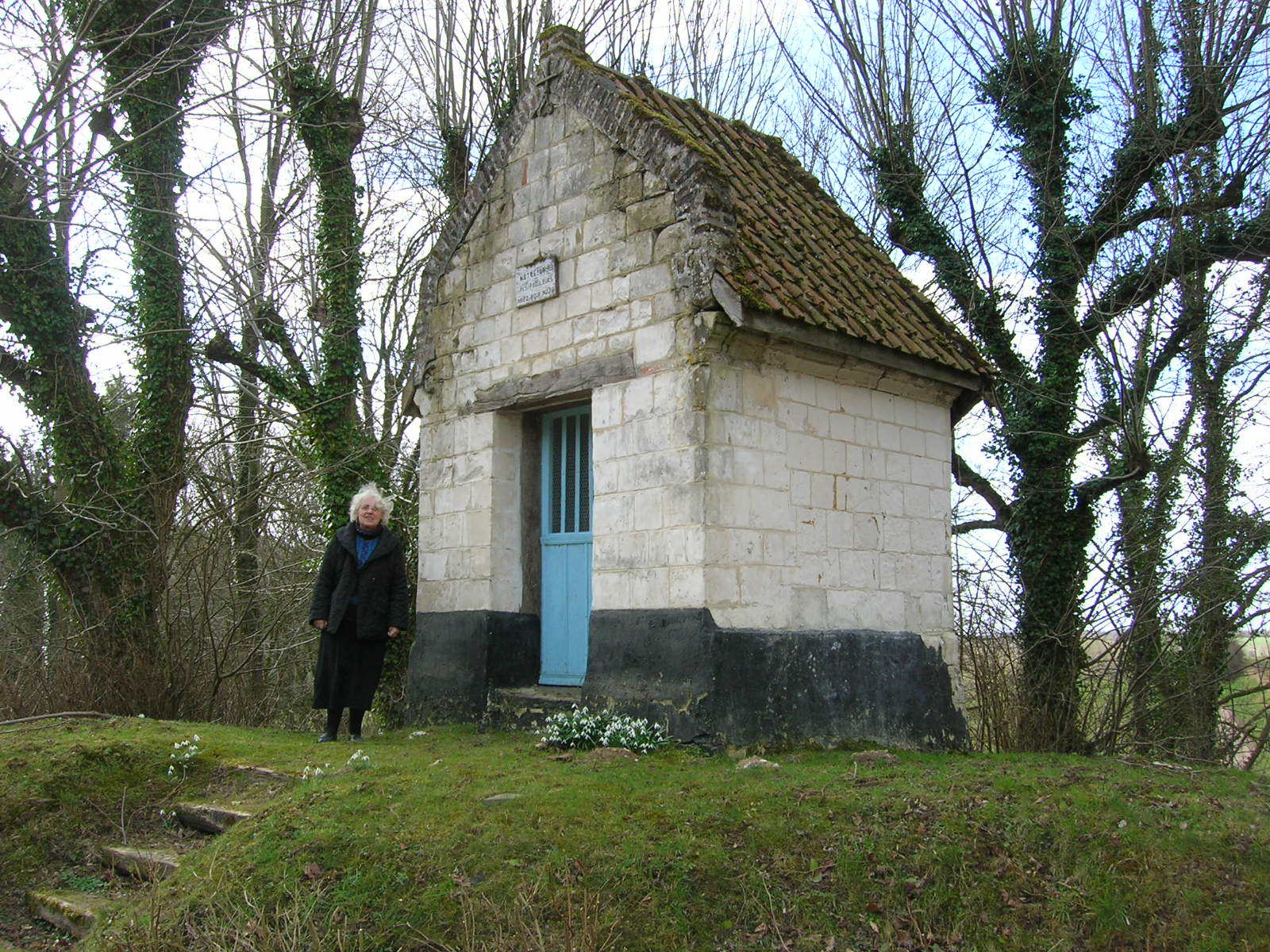
La chapelle Notre-Dame des Douleurs.
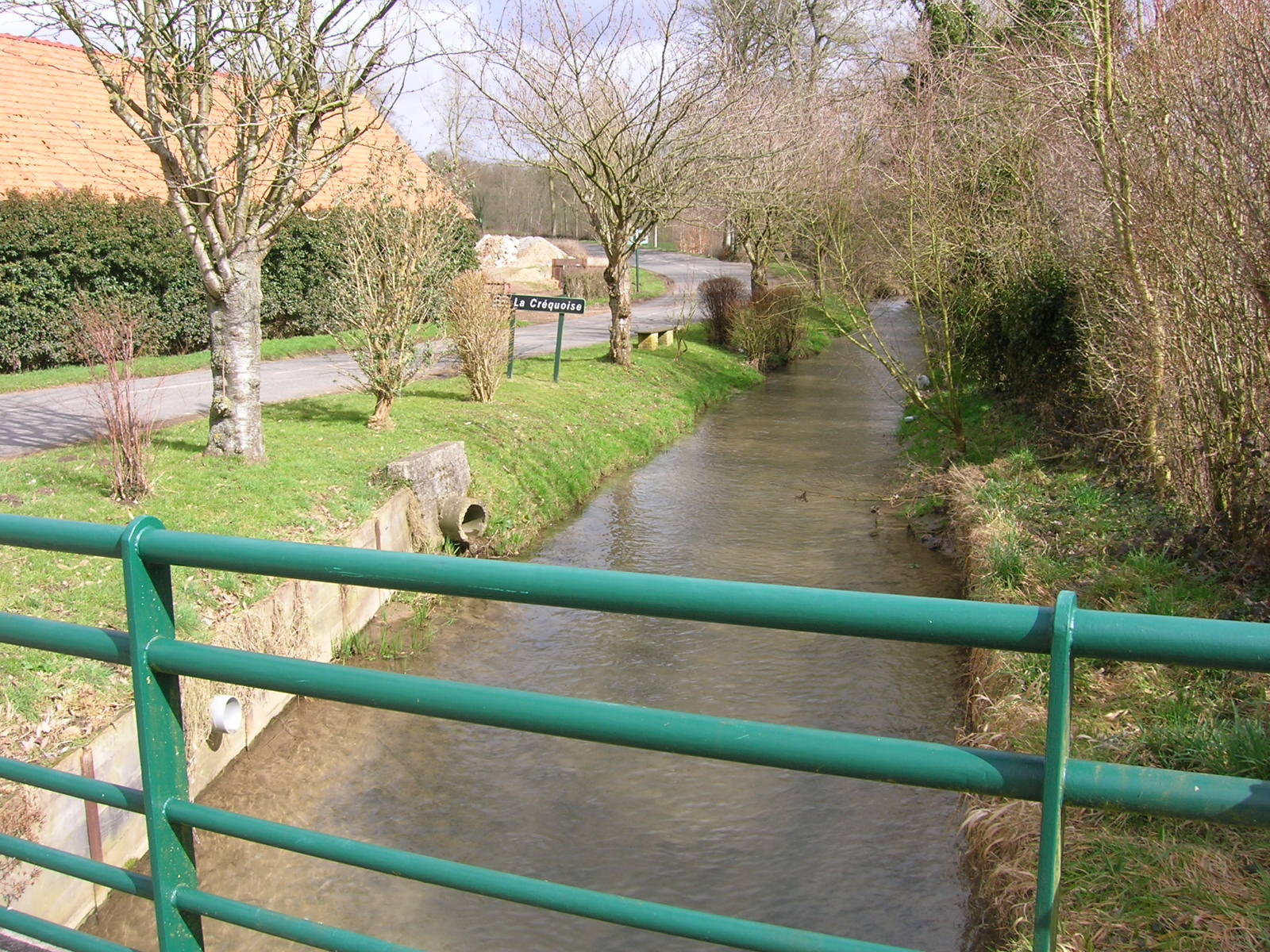
La Créquoise.

### Personnalités liées à la commune
- Oudard du Biez (1475-1553), né à Lebiez, est maréchal de France et gouverneur de Picardie sous François Ier et adoube le futur roi de France Henri II en 1544.

### Héraldique
| Blason de Lebiez | Blason  | D'or à trois fasces de sable, surmontées de trois merlettes de sable rangées en chef.                                                                          |
| Blason de Lebiez | Détails | Armes de la famille du Biez, originaire du lieu et ayant donné de nombreux seigneurs dont le plus notable, Oudard du Biez. Adopté par la municipalité en 1996. |

## Pour approfondir

#### Bases de données, dictionnaires et encyclopédies
- Ressources relatives à la géographie :   - Insee (communes)
  - Ldh/EHESS/Cassini
- Ressource relative à plusieurs domaines :   - Annuaire du service public français
- Notices d'autorité :   - BnF (données)